# Tarikere
Tarikere è una suddivisione dell'India, classificata come town panchayat, di 34.073 abitanti, situata nel distretto di Chickmagalur, nello stato federato del Karnataka. In base al numero di abitanti la città rientra nella classe III (da 20.000 a 49.999 persone).

## Geografia fisica
La città è situata a 13° 43' 0 N e 75° 49' 0 E e ha un'altitudine di 697 m s.l.m..

## Società

### Evoluzione demografica
Al censimento del 2001 la popolazione di Tarikere assommava a 34.073 persone, delle quali 17.312 maschi e 16.761 femmine. I bambini di età inferiore o uguale ai sei anni assommavano a 3.855, dei quali 1.958 maschi e 1.897 femmine. Infine, coloro che erano in grado di saper almeno leggere e scrivere erano 23.119, dei quali 12.669 maschi e 10.450 femmine.